# رأس الجسر الروماني

بولندا (1922–1938). رومانيا (البني الداكن) تقع إلى الجنوب الشرقي من بولندا.

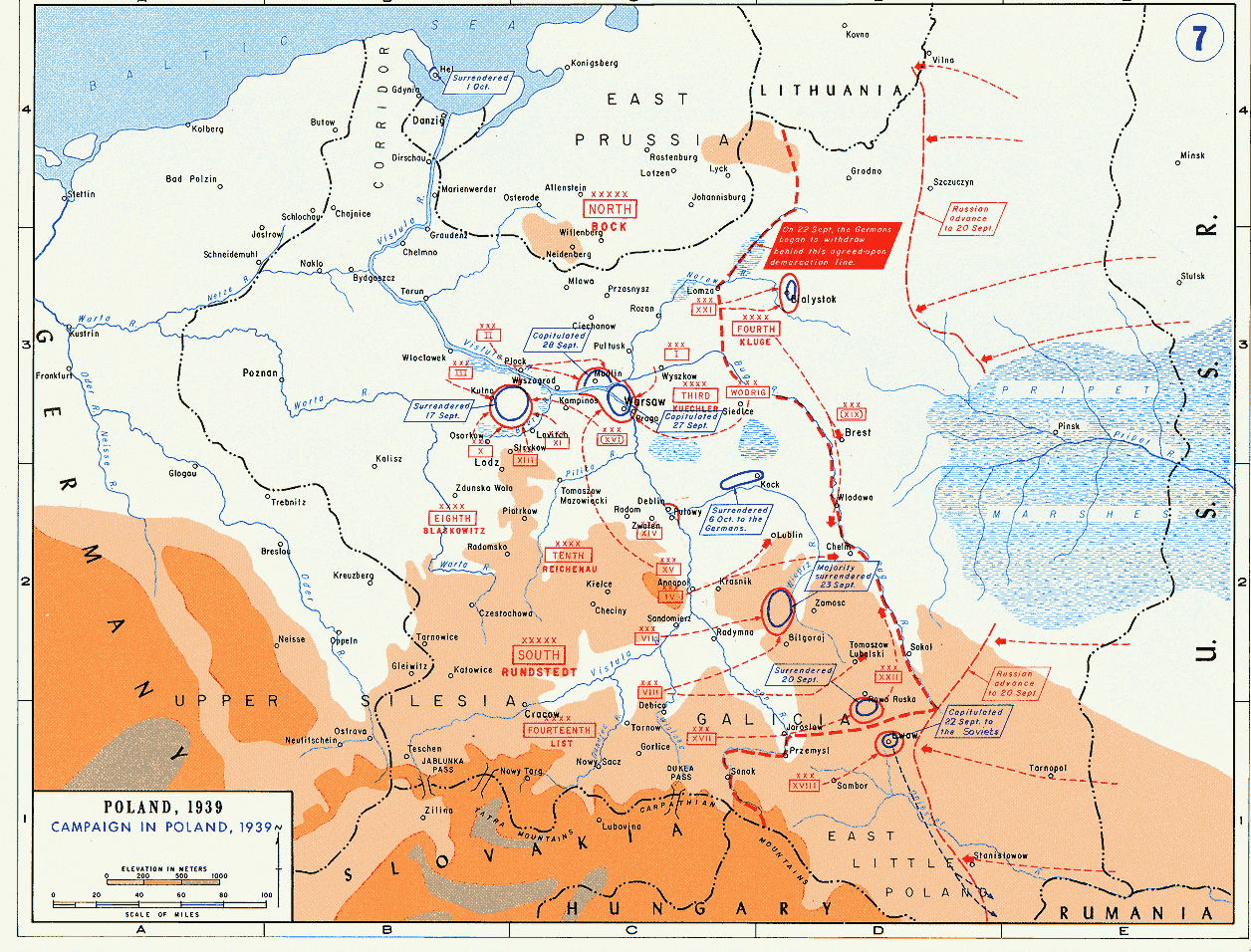
القوات البولندية والألمانية بعد 14 سبتمبر 1939 وتحركات القوات بعد هذا التاريخ.

رأس الجسر الروماني (بالبولندية: Przedmoście rumuńskie وبالرومانية: Capul de pod român) كانت منطقة في جنوب شرق بولندا تقع الآن في أوكرانيا. أثناء غزو بولندا عام 1939 في بداية الحرب العالمية الثانية، أمر القائد العام البولندي، المارشال إدوارد ريدز-سميجلي، جميع القوات البولندية التي تقاتل شرق فيستولا (حوالي 20 فرقة) بالانسحاب نحو لفيف ثم إلى التلال على طول الحدود مع رومانيا والاتحاد السوفيتي في 14 سبتمبر. بعد أن هاجم السوفييت في 17 سبتمبر، أمر ريدز-سميجلي جميع الوحدات بالانسحاب إلى رومانيا والمجر، لكن الاتصالات انقطعت على الرغم من عبور وحدات أصغر خارج المعارك الكبرى. 
كانت الخطة عبارة عن خطة افتراضية في حالة استحالة الدفاع عن الحدود البولندية، وافترضت أن القوات البولندية ستكون قادرة على التراجع إلى المنطقة، وتنظيم دفاع ناجح حتى الشتاء والصمود حتى بدء الهجوم الفرنسي الموعود على الجبهة الغربية. وتوقع ريدز-سميجلي أن التلال والوديان والمستنقعات ونهري ستري ودنيستر ستوفر خطوط دفاع طبيعية ضد التقدم الألماني. وكانت المنطقة أيضًا موقعًا للعديد من مستودعات الذخيرة التي تم إعدادها للموجة الثالثة من القوات البولندية، وكانت مرتبطة بالنقل إلى ميناء كونستانتا الروماني، والذي يمكن استخدامه لإعادة إمداد القوات البولندية.
وهذه الخطة هي أحد الأسباب التي حالت دون قيام بولندا بتفعيل التحالف البولندي الروماني. كانت بولندا ورومانيا متحالفتين منذ عام 1921، وكان الاتفاق الدفاعي لا يزال ساري المفعول بحلول عام 1939. ومع ذلك، قررت الحكومة البولندية أنه سيكون من المفيد أكثر أن يكون لديها ملاذ آمن في رومانيا وميناء آمن في كونستانزا يمكنه استقبال أكبر عدد ممكن من السفن التجارية المتحالفة كما هو مطلوب لإبقاء بولندا في حالة قتال. تم إجلاء معظم البحرية البولندية والبحرية التجارية قبل الأول من سبتمبر في خطة بكين وكان من المقرر أن تعمل من الموانئ الفرنسية والبريطانية وتسلم الإمدادات عبر رومانيا.
التزامًا بالبروتوكول السري لاتفاق مولوتوف-ريبنتروب، الذي نص على تقسيم بولندا بين ألمانيا النازية والاتحاد السوفييتي، غزا السوفييت بولندا من الشرق خلال الساعات الأولى من يوم 17 سبتمبر وانتهكوا معاهدة عدم الاعتداء مع بولندا. ومع ذلك، فإن الفرنسيين، على الرغم من وعودهم، لم يبدأوا أي هجوم كبير ضد ألمانيا، مما جعل من المستحيل على الجيش البولندي الصمود، على الأقل في الأجزاء الشرقية من البلاد. وفي الساعات المتأخرة من ذلك اليوم، عبرت الحكومة البولندية وأعضاء القيادة العسكرية العليا الحدود البولندية الرومانية بهدف الانتقال إلى فرنسا، حيث تم تشكيل القوات البولندية في الغرب.
صدرت الأوامر للوحدات البولندية بإخلاء بولندا وإعادة تنظيمها في فرنسا. شنت الوحدات البولندية هجمات مضادة جديدة في محاولة لتمهيد الطريق نحو رأس الجسر الروماني، مثل جيش كراكوف في معركة تومشوف لوبلسكي. تمكنت بعض وحدات كازيميرز سوسنكوفسكي من الإفلات من الأسر الألماني وواصلت القتال في لفيف، ولكن تم إيقاف وحدات أخرى وأسرها من قبل الوحدات المدرعة السوفيتية.  لقد كان تدخل الجيش الأحمر، الذي خلق حربًا على جبهتين، هو الذي حسم مصير رأس الجسر الروماني. حاولت الوحدات البولندية المجزأة التقدم جنوبًا وتطهير المسارات بنجاح محدود وبدأت في مناوشات تحويلية، مما أبطأ الألمان. أدت الهزيمة البولندية في معركة لفيف على يد الألمان والسوفييت إلى إحباط الجهود الرامية إلى تمهيد الطريق إلى رأس الجسر الروماني. ومع ذلك، عبرت العديد من المجموعات الصغيرة من الجنود البولنديين الحدود ليلاً. 
انسحب ما يصل إلى 120 ألف جندي بولندي عبر منطقة الجسر الروماني إلى رومانيا والمجر المحايدين. وانضمت معظم هذه القوات إلى القوات المسلحة البولندية التي تشكلت حديثًا في الغرب، في فرنسا والمملكة المتحدة خلال عامي 1939 و1940. حتى هاجمت ألمانيا الاتحاد السوفييتي خلال عملية بارباروسا وانضمت الولايات المتحدة إلى الحرب، كان الجيش البولندي أحد أكبر قوات الحلفاء. 
كما حصلت الحكومة الرومانية أيضًا على خزينة البنك الوطني البولندي في عام 1939. تم تحميل جزء منها، والذي يتكون من 1,261 صندوقًا تحتوي على 82,403 كيلوجرامًا من الذهب، على متن سفينة تجارية في ميناء كونستانزا ونقلت إلى أوروبا الغربية. تمت مرافقة النقل بواسطة سفن من البحرية الرومانية لمنع اعتراضها من قبل الغواصات السوفيتية في البحر الأسود. تم إيداع الجزء الثاني من الخزانة في البنك الوطني الروماني وتم إعادته إلى بولندا في 17 سبتمبر 1947.

## معرض الصور

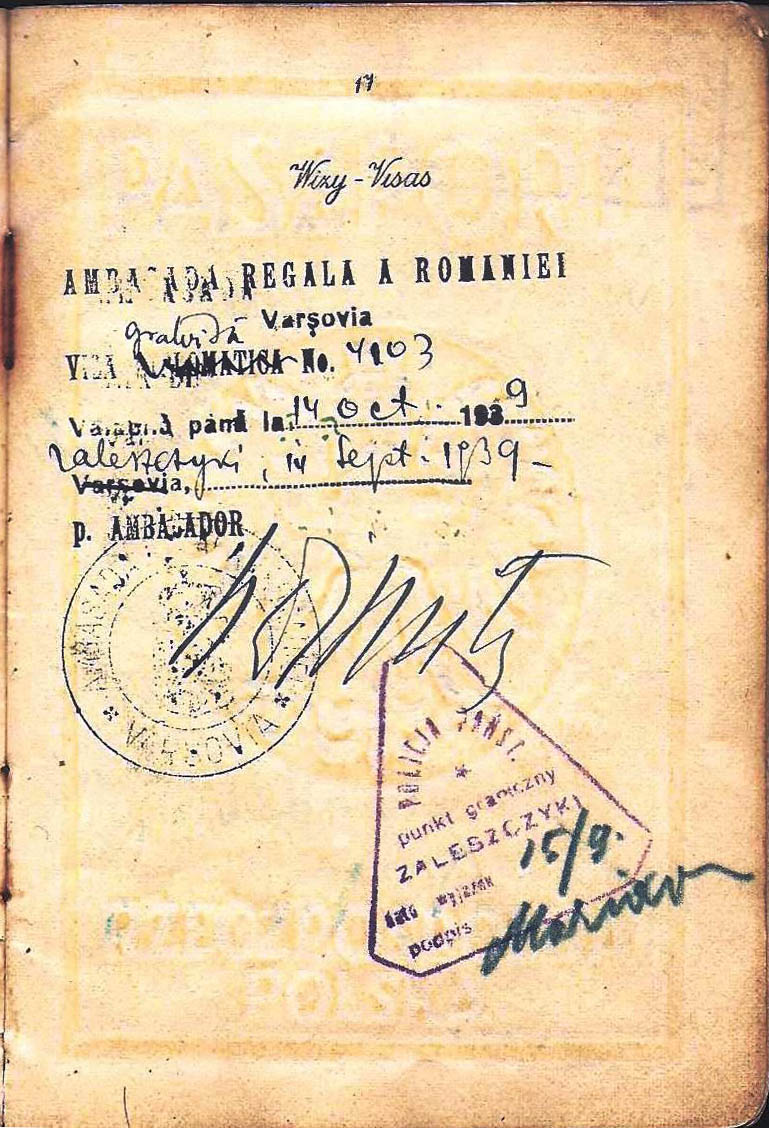
عبور الحدود عند زاليسزيكي إلى رومانيا في 15 سبتمبر 1939، قبل يومين من الغزو السوفييتي من الشرق - جواز سفر.
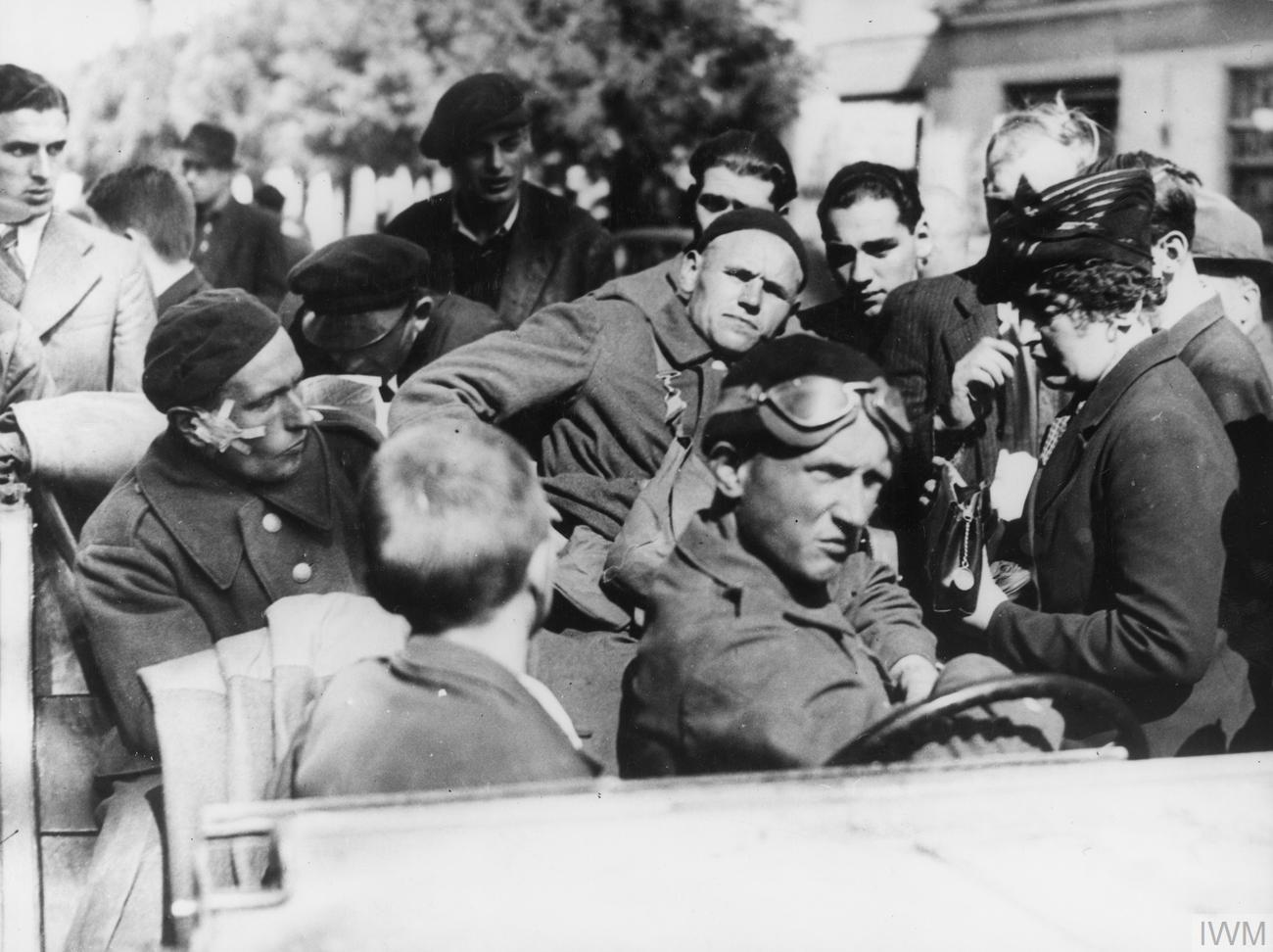
القوات البولندية الهاربة من بولندا المحتلة من قبل النازيين السوفييت، يستقبلها السكان الرومانيون أثناء عبورهم الحدود الرومانية.